# 大橋芳枝
大橋 芳枝（おおはし よしえ、1940年9月28日 - ）は、日本の女優、声優。東京都出身。

## 人物
東京都立紅葉川高等学校卒業。舞台芸術学院卒業。劇団舞芸座・劇団三十人会・劇団青年座・かとう企画を経てプロダクション・タンクに所属。
特技はシャンソン、着付け（自装）。

## 出演作品

### テレビドラマ
- 土曜日の女シリーズ / 闇に浮かぶ微笑み（1973年、NTV）
- Gメン'75 第28話「刑事誤殺」（1975年） - 久美子 役
- 大河ドラマ
  - 花神（1977年） - 高須久子 役
  - 獅子の時代（1980年） - きぬ 役
- 毎日が日曜日（1977年）
- 伝七捕物帳（1979年）
- ガラスのうさぎ（1980年）
- 真田太平記（1985年） - 饗庭局 役
- 鬼平犯科帳
  - 第2シリーズ 第5話（1990年） - お菊（八重菊） 役
  - 第5シリーズ 第5話（1994年） - お百 役
- 神谷玄次郎捕物控（1990年）
- 名探偵・金田一耕助シリーズ
  - 悪魔の手毬唄（1990年） - 別所春江 役
  - 女怪（1992年） - おすわ 役
  - 迷路の花嫁（1993年） - 宇賀神薬子 役
  - 悪魔の花嫁（1995年）
  - 悪霊島（1999年） - 越智克子 役
- 熱き瞳に（1992年）
- 松本清張スペシャル・山峡の湯村（1992年） - 杉野安子 役
- 親子弁護士の探偵帖（1995年）
- 雲霧仁左衛門（1995年） - 黒塚のお松 役
- 男の選び方（1997年）
- 剣客商売 第5シリーズ 第6話（2004年） - 角倉すえ 役
- 記憶捜査〜新宿東署事件ファイル〜 第3シリーズ（2022年） - 金城恵理子 役

### 映画
- 人間の証明（1977年） - 恭子のアシスタント
- 夕暮まで（1980年） - 佐々の妻
- アオギリにたくして（2013年） - 柏木みつ

### テレビアニメ
- ガラスの仮面 エイケン版（1984年、北島春）
- 名探偵コナン（2018年、天山日出）

### 吹き替え

#### 映画
- 愛と哀しみのボレロ
- オフィスキラー（バージニア〈バルバラ・スコヴァ〉）
- 1492 コロンブス（イサベル女王〈シガニー・ウィーバー〉）
- 砂塵に血を吐け（マヌエラ〈アンジェリカ・オットー〉）
- さすらいの逃亡者・火を吹く皆殺しのマシンガン（リンダ・モレノ〈ロザンナ・ヤンニ〉）
- ニューヨークの王様（アイリーン王妃〈マクシーヌ・オードリー〉）※TBS版
- 普通の人々※テレビ朝日版
- ブロンコ・ビリー
- ペギー・スーの結婚（イヴリン・ケルチャー〈バーバラ・ハリス〉）

#### テレビドラマ
- キリング・イヴ/Killing Eve
- グレイズ・アナトミー 恋の解剖学
- 刑事コロンボ 秒読みの殺人（ヴァレリー・カーク）

#### アニメ
- ドラゴン水滸伝（鳥の精）

### 舞台
- 阿修羅のごとく
- おはん
- 会議
- 影法師の歌
- 家族熱
- 風と共に去りぬ
- 風の中の街
- からゆきさん
- クラウド・ナイン
- 細雪
- シカゴブルース
- しらけおばけ
- たいこどんどん
- 冬眠まんざい
- とげぬき音楽隊
- 二十四の瞳
- ピアフの妹
- ほらんばか
- 街角の事件
- 闇に咲く花